# Lechria angustaxillaris
Lechria angustaxillaris är en tvåvingeart som beskrevs av Alexander 1948. Lechria angustaxillaris ingår i släktet Lechria och familjen småharkrankar. Inga underarter finns listade i Catalogue of Life.